# Metale ziem rzadkich
Metale ziem rzadkich, pierwiastki ziem rzadkich, REE (ang. rare-earth elements) – nazwa zwyczajowa rodziny 17 pierwiastków chemicznych, w skład której wchodzą dwa skandowce (skand i itr) oraz wszystkie lantanowce (lantan, cer, prazeodym, neodym, promet, samar, europ, gadolin, terb, dysproz, holm, erb, tul, iterb i lutet). Współwystępują one w minerałach i mają podobne właściwości chemiczne. Tradycyjnie dzieli się je na lekkie REE (LREE, La–Eu) i ciężkie REE (HREE, Gd–Lu i Y). W naukach o Ziemi skand jest zwykle wykluczany z tej rodziny, gdyż ze względu na znacznie mniejszy promień jonowy ma inne właściwości geochemiczne, przez co zwykle zastępuje on inne pierwiastki (Mg, Fe2+, Zr, Sn), w innych minerałach i w innych typach złóż niż pozostałe REE.
Zaliczane są do pierwiastków litofilnych (skałolubnych), co oznacza, że koncentrują się głównie w skorupie ziemskiej. Ponadto są one pierwiastkami niekompatybilnymi, czyli takimi, które podczas wytapiania się skał lub krystalizacji magmy koncentrują się w stopie. Niekompatybilność, wyrażana jako współczynnik podziału danego pierwiastka pomiędzy fazą stałą (kryształem) a ciekłą (stopem), spada wraz z promieniem jonowym od ceru do lutetu. REE stanowią siódmą część wszystkich pierwiastków występujących w naturze. Wbrew nazwie, nie wszystkie występują w przyrodzie rzadko – na przykład cer i itr są odpowiednio 25. i 30. najczęściej występującym pierwiastkiem, wielokrotnie przewyższając zawartość molibdenu. Niektóre HREE jednak, jak terb i tul, występują w skorupie w kilkukrotnie mniejszej ilości niż molibden. Promet nie ma stabilnych izotopów; najdłużej żyjącym jest 147Pm (czas półtrwania około 2,62 lat) i jego całkowita ilość w skorupie ziemskiej wynosi tylko około 600 g.

## Występowanie
Metale ziem rzadkich spotykane są zazwyczaj w formie węglanów, tlenków, fosforanów i krzemianów. Pierwszym odkrytym minerałem zawierającym pierwiastki z tej grupy (m.in. cer i itr, obok żelaza i krzemu) był gadolinit, znaleziony przez szwedzkiego chemika amatora Carla Axela Arrheniusa w kopalni w Ytterby, która to miejscowość dała nazwę czterem spośród nich (terb, erb, iterb, itr). Chociaż znaczne zawartości REE mogą występować w setkach minerałów, tylko niewiele z nich ma znaczenie ekonomiczne; są to m.in. bastnazyt, loparyt, monacyt, ksenotym, fergusonit.
Złoża REE można podzielić na pierwotne i wtórne. Historycznie większe znacznie miały te pierwsze, były to głównie okruchowe złoża piasków monacytowych, choć obecnie takie złoża, szczególnie te bogate w ksenotym, ponownie budzą zainteresowanie jako potencjalne źródło HREE. Mają one tę zaletę, że są już naturalnie przerobione i wzbogacone, zmniejszając nakłady na wydobycie i przetwórstwo. Ponadto towarzyszące minerały ciężkie, jak cyrkon, ilmenit, rutyl, kasyteryt, apatyt itp., mogą być źródłem innych cennych surowców jak tytan, cyrkon, cyna, fluor i inne.
Złoża pierwotne to głównie karbonatyty (np. Mountain Pass w Kalifornii), nienasycone SiO2 skały peralkaliczne (kompleks alkaliczny Ilimaussaq na Grenlandii) oraz alkaliczne granitoidy i pegmatyty (np. Strange Lake w Kanadzie) oraz pegmatyty stowarzyszone z metaluminowymi granitoidami. Często jednak same procesy magmowe nie są wystarczające dla ekonomicznego nagromadzenia REE. Późniejsze procesy, często wieloetapowe, np. hydrotermalne oraz wietrzenie mogą spowodować wzbogacenie o rząd wielkości większe niż w świeżej skale (całkowita zawartość tlenków REE w rudzie do kilkunastu %), tego typu wtórne złoża należą do największych na świecie, np. Bayan Obo w Chinach (ok. 40-50% całkowitej chińskiej produkcji), Mt. Weld w Australii, Araxa w Brazylii. Ważnym typem wtórnych złóż są złoża ilaste (ang. ion-adsorption clay) będące produktem silnego, laterytowego wietrzenia granitoidów. Warunkiem koniecznym do wzbogacenie w REE jest obecność minerałów-nośników o bardzo dużej podatności na wietrzenie chemiczne, mogą to być: fluorowęglany (bastanzyt), fosforany (monacyt), tlenki (pirochlor) oraz odpowiednio stabilne warunki geologiczne i tropikalny klimat. Część REE tworzy wtórne fluorowęglany i fosforany z grupy krandalitu, większość jednak jest uwalniana do roztworu jako kationy, zaadsorbowane następnie na powierzchni minerałów ilastych, jak kaolinit czy haloizyt. Proces adsorpcji frakcjonuje REE ze względu na zjawisko kontrakcji lantanowców, przez co stosunek ładunku do promienia jonowego rośnie od lantanu do lutetu – jony o wyższym stosunku są chętniej adsorbowane, a materiał ilasty ulega wyjątkowemu wzbogaceniu w HREE.
Alternatywnymi źródłami REE mogą być popioły lotne z elektrowni węglowych i recykling urządzeń elektrycznych oraz elektronicznych (w 2010 roku <1% zużytych REE poddano recyklingowi).
Chińska Republika Ludowa (ok. 35% rozpoznanych światowych zasobów, w 2009 roku produkowała 94% światowych zasobów), Indie, Rosja (masywy alkaliczne Chibiny i Lovozero na Półwyspie Kolskim; zwietrzałe karbonatyty Tomtor), Uzbekistan, Kirgistan, Tadżykistan, Kazachstan (REE jako produkt uboczny wydobywania uranu z organogenicznych złóż fosforanowych w Mangyshlak), Afganistan (kompleks karbonatytowy Khanneshin), Kanada, Stany Zjednoczone, Brazylia, Nigeria, Malawi, Południowa Afryka, Sri Lanka, Malezja, Tajlandia, Australia, Wietnam, Korea Północna, Grenlandia, Szwecja (intruzja peralkalicznych nefelinowych sjenitów Norra Kärr, złoże nietypowo wzbogacone w HREE względem LREE oraz ubogie w tor i uran, co ogranicza problem utylizacji radioaktywnych odpadów).

## Zastosowania
Przykłady zastosowań:
- skand – stopy metali do przemysłu lotniczego i kosmicznego
- itr – luminofory, ceramika, stopy metali
- lantan – baterie, klisze rentgenowskie, katalizatory w procesach rafinacji ropy naftowej
- cer – katalizator, stopy metali
- prazeodym – składnik domieszkowy stopów z których wykonuje się magnesy (zapobiega korozji)
- neodym – silne magnesy neodymowe, lasery
- promet – źródło promieniowania beta
- samar – magnesy do pracy w wysokich temperaturach, pręty sterujące reaktorów
- europ – wyświetlacze ciekłokrystaliczne, oświetlenie fluorescencyjne
- gadolin – do produkcji zielonego luminoforu w ekranach CRT[8] i scyntylatorów w obrazowaniu rentgenowskim[9]
- terb – luminofory do lamp i wyświetlaczy
- dysproz – silne magnesy, lasery
- holm – silne magnesy
- erb – lasery, wzmacniacze optyczne
- tul – ceramiczne materiały magnetyczne
- iterb – światłowody, płyty ogniw słonecznych
- lutet – rentgenoluminofory